# Fever Ray
Fever Ray — сольный проект солистки группы The Knife Карин Драйер-Андерсон. 15 декабря 2008 года вышел первый сингл — "If I Had a Heart", клип на который был снят Андреасом Нильсоном, ранее работавшим с The Knife. Цифровой релиз дебютного альбома состоялся 12 января, затем на CD и виниле — 18 марта на лейбле Rabid Records (собственном лейбле The Knife в Швеции) и 23-24 марта 2009 года на лейбле Mute в США и Великобритании.
Помимо Драйер, над проектом работали известные в Швеции музыканты — Van Rivers и The Subliminal Kid, а также Кристофер Берг (Christoffer Berg), принимавший участие в записи миксов для альбомов группы The Knife — «Deep Cuts» и "Silent Shout". Берг рассказывает, что, работая над "Fever Ray", музыканты не боялись экспериментировать: записывали воспроизведение треков из динамиков, находящихся в разных комнатах, использовали много аналоговых синтезаторов и драм-машин для достижения эффекта так называемого "грязного" звучания.
Через восемь лет, уже после того, как The Knife прекратили существование, Карин вернулась к Fever Ray. Второй альбом, получивший название «Plunge», появился в Сети 27 октября 2017 года (его предварял сингл "To the Moon and Back"). В работе над релизом, записанным по большей части в собственной студии Карин в Стокгольме, приняли участие Paula Temple, Deena Abdelwahed, NÍDIA, Tami T, Peder Mannerfelt и Johannes Berglund. Карин также подтвердила планы по проведению тура в поддержку альбома в 2018 году.

## Альбомы
- Fever Ray — 12 января 2009 г.
- Plunge — 27 октября 2017 г.
- Radical Romantics — 10 марта 2023 г.